# 瑞利莱比克西
瑞利莱比克西（法語：Jully-lès-Buxy，法語發音：[ʒyli lɛ byksi]，意为“比克西附近的瑞利”）是法国索恩-卢瓦尔省的一个市镇，属于索恩河畔沙隆区。

## 地理
瑞利莱比克西（46°41'25"N, 4°41'44"E）面积16.63 平方千米，位于法国勃艮第-弗朗什-孔泰大區索恩-卢瓦尔省，该省份为法国中部省份，北起顺时针与科多尔省、汝拉省、安省、罗讷省、卢瓦尔省、阿列省和涅夫勒省接壤。
与瑞利莱比克西接壤的市镇（或旧市镇、城区）包括：比克西、舍诺沃、格罗讷河畔梅塞、蒙塔尼莱比克西、圣昂布勒伊、圣日耳曼莱比克西、圣瓦勒兰。

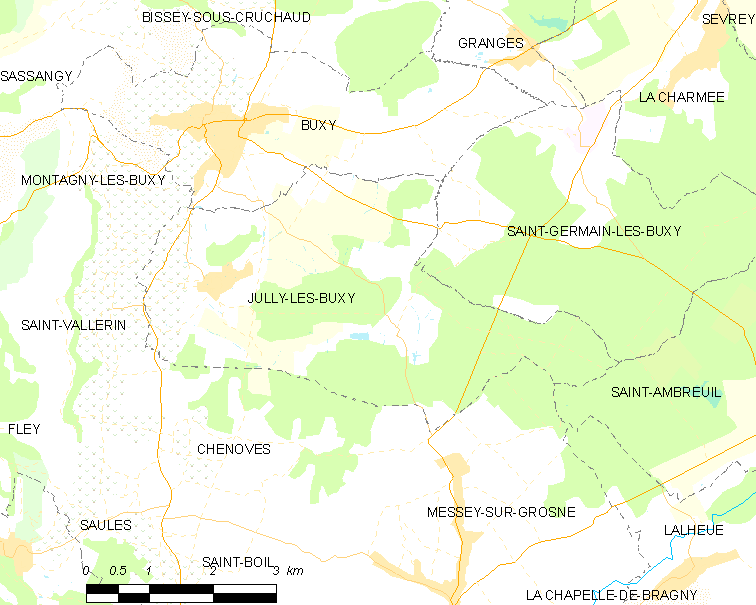
瑞利莱比克西的OSM定位图

瑞利莱比克西的时区为UTC+01:00、UTC+02:00（夏令时）。

## 行政
瑞利莱比克西的邮政编码为71390，INSEE市镇编码为71247。

## 政治
瑞利莱比克西所属的省级选区为日夫里县。

## 人口

1962-2008年间瑞利莱比克西人口变化图示

瑞利莱比克西于2022年1月1日时的人口数量为351人。